# New River
New River és una concentració de població designada pel cens dels Estats Units a l'estat d'Arizona. Segons el cens del 2000 tenia 10.740 habitants.

## Demografia
Segons el cens del 2000, New River tenia 10.740 habitants, 3.921 habitatges, i 3.066 famílies La densitat de població era de 58,5 habitants/km².
Dels 3.921 habitatges en un 35,3% hi vivien nens de menys de 18 anys, en un 68,9% hi vivien parelles casades, en un 5,6% dones solteres, i en un 21,8% no eren unitats familiars. En el 15,3% dels habitatges hi vivien persones soles el 2,9% de les quals corresponia a persones de 65 anys o més que vivien soles. El nombre mitjà de persones vivint en cada habitatge era de 2,73 i el nombre mitjà de persones que vivien en cada família era de 3,04.
Per edats la població es repartia de la següent manera: un 26% tenia menys de 18 anys, un 4,8% entre 18 i 24, un 33,2% entre 25 i 44, un 28,5% de 45 a 60 i un 7,5% 65 anys o més.
L'edat mediana era de 38 anys. Per cada 100 dones de 18 o més anys hi havia 102,4 homes.
La renda mediana per habitatge era de 62.307 $ i la renda mediana per família de 68.604 $. Els homes tenien una renda mediana de 46.361 $ mentre que les dones 31.610 $. La renda per capita de la població era de 25.932 $. Aproximadament el 3,6% de les famílies i el 5,7% de la població estaven per davall del llindar de pobresa.

## Poblacions més properes
El següent diagrama mostra les poblacions més properes.